# Mistura Fina
Mistura Fina é uma telenovela portuguesa. Foi exibida originalmente pela TVI, entre 28 de novembro de 2004 e 23 de junho de 2005. A trama, produzida pela Casa da Criação e escrita por Maria João Mira, revolve em torno das transformações relacionais que se encetam no Largo do Girassol. No elenco principal, constam os nomes de Eunice Muñoz, Luís Esparteiro, Maria João Luís, Virgílio Castelo e São José Lapa. Teve o título provisório de "Tops e Minissaias".

## Sinopse
A história centra-se no Largo do Girassol onde, entre o mercado e as lojas, as famílias Mimoso, Fraga, Côrte-Real, Lampreia e Benfeito vão ver as suas vidas entrelaçadas, quer pelas habituais lutas entre vizinhos, quer por conflitos de interesses, quer por histórias de amor. Outrora um sítio calmo, pacato e sossegado, o Largo do Girassol vive dias de profunda algazarra, desde que um grupo de feirantes ali montou um mercado. 
Anita Mimoso (Ana Marta Ferreira), uma jovem de 10 anos propensa a arranjar confusões, volta à casa do avô Acácio Mimoso (Fernando Gomes). O reencontro entre os dois não corre bem, uma vez que Acácio não está preparado para receber a neta. Leonor Fraga (Marta Carvalho Santos) é uma criança revoltada e infeliz porque ficou presa a uma cadeira de rodas e tem uma família distante. 
Os destinos de Anita e Leonor cruzam-se, quando a primeira sofre um pequeno acidente e é socorrida na clínica do pai de Leonor. 
As semelhanças entre as duas são poucas e de um primeiro encontro desastroso acaba por nascer uma amizade inquebrável. 
Madalena Fraga (Ana Padrão) vive embrenhada nos seus negócios e pouco liga a Leonor. Para desespero da criança, contrata Nívea Pereira (Patrícia Bull) como ama. Apesar da aparência terna, Nívea é dona de uma ambição desmedida e pensa vir a casar com João Miguel Fraga (Jorge Corrula). Nívea vê perigar os seus esforços e planos quando João Miguel e Marta Côrte-Real (Raquel Henriques),  terminam o seu relacionamento e, contra a vontade da família, este começa a namorar com Cátia Lampreia (Andreia Tavares). Lúcio (Amilcar Azenha) é o motorista da família Fraga, ele e Nívea são namorados em segredo, no entanto a relação dos dois é tóxica, movida pelos interesses de ambos. 
Mila (Ana Rocha) é dona de um salão de cabeleireiro, é a melhor amiga da Marta Côrte-Real, irmã de Lúcio, no seu salão trabalha com a empregada e amiga (Ana Borges). 
Mas a vida do Largo é dada pelo Mercado do Girassol e pelos seus feirantes. Uma das famílias de feirantes mais conhecida é a Lampreia. Guadalupe Lampreia (Eunice Muñoz), a matriarca da família, excessiva nas suas emoções, é quem dirige os negócios e os ditames da família. 
Mãe de Justino Lampreia (Virgílio Castelo), um feirante elegante e educado, que é o deleite de muitas clientes, para desespero de Zeza Lampreia (São José Lapa), que é muito ciumenta. O casal tem quatro filhos: Marco Lampreia (Rúben Silva), Cátia, Hélio Lampreia (Dinarte Branco) e Dinis Lampreia (Rodrigo Menezes), inspector da PJ, o que causa grande desgosto de Guadalupe, pois o seu neto preferido ao invés de se dedicar aos «negócios de família», tem como profissão atrapalhá-los. 
Com eles vive Paloma Gimenez (Sónia Hermida), uma jovem espanhola que foi recolhida pela matriarca aquando de uma das suas muitas viagens a Espanha para trazer mercadoria. 
Dinis, licenciado em Direito, Inspector da Policia Judiciária, não qualquer importância à sua vida pessoal até que, numa operação policial, se cruza com Marta. 
Um primeiro encontro faz com que Dinis e Marta se detestem. Mas do ódio ao amor vai só um passo… Numa fase avançada da novela chega a personagem Íris/Rosa (Leonor Seixas) que vai atrapalhar este casal, e criar um verdadeiro triângulo amoroso. Íris por sua vez é dona de uma empresa de roupa prestigiada chamada Garçonne, que vem ao Girassol convidar a griffe local a serem os representantes oficiais da marca em Portugal, no entanto, os verdadeiros motivos da sua vinda, serão revelados posteriormente. 
A família Côrte-Real, constituída por Marta (Raquel Henriques), filha mais nova do casal que é apaixonada por Dinis, e uma jornalista e rapariga muito ativa e sempre com ideias de justiça para as mais diversas causas, Guga/Luís Gustavo (Manuel Sá Pessoa) um estudante universitário, filho do casal e irmão de Marta, que vive uma relação com as irmãs Benfeito, Solange (Sylvie Dias) e Maria de Fátima (Sara Aleixo). O casal da família, Adriano Côrte Real (Luís Esparteiro) e especialmente Rosarinho Côrte-Real (Maria João Luís), sentem-se incomodados com os feirantes, quer pelo preconceito, quer pelo facto dos feirantes venderem a preços mais acessíveis marcas de roupa iguais às vendidas na sua boutique griffe e por se oporem vivamente ao parque de estacionamento.
Mas não são só os Fraga e os Côrte-Real que se sentem incomodados com a presença dos feirantes no Largo. 
O barbeiro Bento Saraiva (Canto e Castro) queixa-se da presença dos feirantes, Bento tem um filho Joel (Tiago Matias), que tirou o curso de cabeleireiro em Paris, é homossexual, e Bento não aceita a sexualidade do seu filho, agindo sempre em negação. Raúl Benfeito (Carlos Sebastião), dono de uma banca de jornais e do Pankeka Bar reclama que os clientes habituais não frequentam o snack em dias de mercado; e Margarida Simões (Catarina Gonçalves), a florista, que roga pragas aos feirantes, sobretudo a Paloma por quem nutre um ódio mortal pois ambas disputam a atenção de Dinis. 
A construção do silo de estacionamento ilude, durante algum tempo, os moradores do Largo do Girassol. Induzidos em erro por Madalena e Rosarinho, os habitantes da zona vêem-nas como almas boas que só querem afastar os feirantes e trazer o progresso ao largo. Mas as ilusões desaparecem quando percebem que para construírem o silo, as suas habitações e casas comerciais irão ser demolidas. 
Nessa altura começa a história da novela começa, um dos investidores do parque silo de estacionamento, Renato Leão aparece morto, e para além de toda a comédia, drama com os núcleos da trama, terá o grande mistério de "Quem foi o assassino do Renato Leão?", pesquisa esta que será feita por Dinis e Vicente, inspetores da polícia judiciária. O outro grande elo de ligação da novela acontece entre a família Lampreia, Saraiva e Côrte-Real, pois Guadalupe e Bento guardam um segredo de anos que quando descoberto vai mudar para sempre a vida dos moradores do girassol.

## Elenco
- Eunice Muñoz (†) - Guadalupe Lampreia (Protagonista)
- Virgílio Castelo - Justino Lampreia/Côrte-Real (Protagonista)
- Maria João Luís - Maria do Rosário (Rosarinho) Côrte-Real (Antagonista)
- Luís Esparteiro - Adriano Côrte-Real/Lampreia Saraiva (Protagonista)
- São José Lapa - Maria José (Zeza) Lampreia (Protagonista)
- Luís Lucas - Lourenço Fraga (Co-Protagonista)
- Ana Padrão - Madalena Fraga (Co-Antagonista)
- Rodrigo Menezes (†) - Dinis Lampreia (Co-Protagonista)
- Raquel Henriques - Marta Côrte-Real (Co-Protagonista)
- Custódia Gallego - Beatriz Benfeito (BB)
- Ângela Ribeiro - Filomena (Mena) Canhoto
- José Boavida (†) - Vicente Ferrão
- Fernando Gomes - Acácio Mimoso
- Adelaide Sousa - Daniela Macário
- Sónia Hermida - Paloma Gimenez
- Dinarte Branco - Hélio (Smélio) Lampreia
- Jorge Corrula - João Miguel Fraga
- Patrícia Bull - Nívea Pereira
- Figueira Cid - Florêncio Simões
- Ana Rocha - Emília (Mila) Canelas
- Amílcar Azenha - Lúcio Canelas
- Sara Aleixo - Fátima (Fátinha) Benfeito
- Sabri Lucas - Bruno Vidal
- Ana Borges - Claúdia Firmino

Actor Convidado
- Canto e Castro (†) - Bento Saraiva

Actriz Convidada
- Leonor Seixas - Íris/Rosa Leão

Participação especial
- José Martins - Renato Leão

Elenco Infantil
- Ana Marta Ferreira - Ana (Anita) Mimoso
- Ruben Leonardo - Marco (Marquito) Lampreia
- João Santos - Hugo Benfeito

Elenco Adicional
- Ana Miranda - Florbela (paralítica amiga de Leonor)
- Ângela Pinto - Directora da Escola
- António Aldeia - Padre
- Carmen Santos - Teresa
- João de Almeida - Gil (operador de câmara, colega de Marta)
- Jorge Silva - Duarte Raposo (psicólogo amigo de Rosarinho)
- Rita Egídio - Assistente de Renato Leão

## Banda Sonora
1. Vanessa - Mistura Fina
2. Despina Vandi - Opa Opa
3. Loto - Celebration
4. Jojo - Leave (Get Out)
5. Nelly - My Place
6. Mesa & Rui Reininho - Luz Vaga
7. Luigi - Os Teus Beijos São
8. Tina Harris - Do You Really Want To Hurt Me?
9. Vanessa - Out Of Here
10. Paulo Paschoal - Give Into Me
11. Jim Dungo - Almoçamos à Meia-Noite?
12. Lisa Andreas - Stronger Every Minute
13. Ménito Ramos - Eu Grito Em Silêncio
14. Paulo Sanches - Fora Do Vulgar
15. So Watt - Waiting Why
16. Rosario - En Mi Casa
17. Ruslana - Wild Dancers
18. Nuno Barroso - A Vida Dá Muitas Voltas
19. Gomo - I Wonder
20. Ana Moura - O Que Foi Que Aconteceu

## Audiência
- Mistura Fina estreou um dia antes do previsto, e teve a maior audiência de uma novela da TVI até então com 48% de share. O primeiro episódio, estreado a 28 de novembro, domingo, alcançou 19.1% de audiência media e 48% de share.[1][2]

## Reposições
Foi reposta nas madrugadas do canal em outubro de 2012, na TVI, e novamente nas madrugadas do canal em outubro de 2016. A sua terceira reposição nas madrugadas da TVI iniciou-se no dia 4 de setembro de 2023 e acabou a 16 de fevereiro de 2024, substituindo uma reposição de Queridas Feras e sendo substituída por uma reposição de Deixa Que Te Leve. Foi  também reposta na TVI Ficção, no lugar de I Love It, de 29 de junho de 2020 a 16 de novembro de 2020, com o total de 121 episódios, sendo substituída por Ninguém como Tu. Foi também umas das telenovelas da TVI exibidas pela RTP África, de 2008 a 14 de março de 2009. 